# بردية هود
بردية هود هي بردية هيراطيقية  من عهد الملك أمون إم اوبت من الأسرة الحادية والعشرين، (993-984ق.م). البردية في المتحف البريطاني (تحت ترقيم EA10202) ، وهي مخطوطة هيراطيقية مكتوبة باليد تحتوي على نسخة من قائمة أسماء من عهد أمون إم اوبت .  هذه البردية العائدة إلى عصر الاضمحلال الثالث معروفة من ثماني نسخ جزئية أخرى، ويعود ارتباطها إلى أواخر عصر الدولة الحديثة.
ومن الجدير بالذكر أن هذه البردية عبارة عن قائمة لأسماء الأعلام، ولكنها تحتوي أيضًا كلمات غير معروفة من أي مصادر أخرى، على الرغم من أن معانيها معروفة (مثل "الثلج").